# Gheorghe Amihalachioaie
Gheorghe Amihalachioaie (n. 1 iunie 1949, Molnița) este avocat, jurist și politician din Republica Moldova, semnatar al Declarației de independență a Republicii Moldova și fost deputat în primul Parlament al Republicii Moldova (1990-1994).

## Biografie
În 1996 a fost ales președinte al Baroului Avocaților, iar în 1999 și președinte al Uniunii Avocaților din Moldova. Din 2002 este președintele consiliului Baroului Avocaților din Republica Moldova.
În 2004 a devenit vicepreședinte al Uniunii Centriste din Moldova.
După alegerile din 29 iulie 2009, a părăsit Uniunea Centristă și împreună cu alți aproximativ 40 de deputați din primul Parlament (1990-1994) a aderat la Partidul Liberal Democrat din Moldova.
Este cunoscut pentru faptul că și-a apărat propria cauză la CEDO, care, la 20 aprilie 2004, i-a dat câștig de cauză în dosarul „Amihalachioaie v. Republica Moldova”, după ce Curtea Constituțională a Republicii Moldova a decis aplicarea unei amenzi pentru că acesta și-a făcut publică poziția critică vizavi de o hotărâre a curții.

## Distincții
- Ordinul Republicii[5]
- Ordinul de Onoare[6]
- Ordinul „Gloria Muncii”[2]
- Medalia „Meritul Civic”[2]